# Réserve naturelle Pineta Dannunziana
La réserve naturelle Pineta Dannunziana est un espace naturel protégé créé dans les Abruzzes en 2000. Elle est située dans la commune de Pescara, dans la province de Pescara,.

## Historique
En 1528, Charles Quint, empereur du Saint-Empire, concéda toute la superficie correspondant à l'actuelle ville de Pescara à Costanza d'Avalos, duchesse de Francavilla al Mare. En 1700, l'extension de la forêt est redimensionnée en raison de l'urbanisation croissante de la ville.

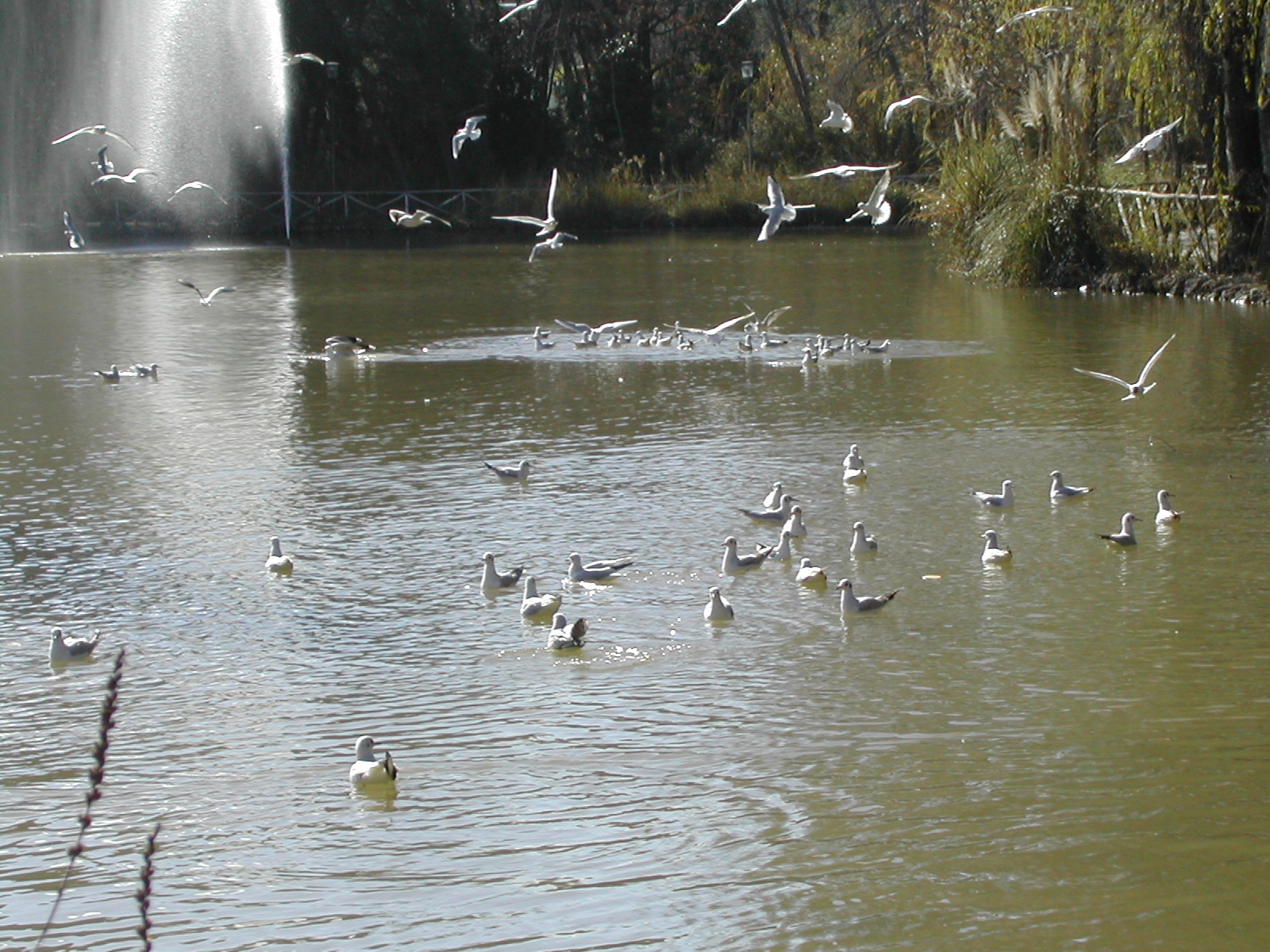
Le lac au centre de la pinède.

En 2001, la région des Abruzzes a créé une réserve naturelle protégeant la pinède et couvrant une superficie de 53 hectares. 
Le parc comprend quelques bâtiments de valeur historique, comme l'ancienne usine Aurum, un bâtiment en forme de fer à cheval conçu par Giovanni Michelucci en 1939, ainsi que quelques villas de style Art nouveau. La réserve naturelle abrite également le théâtre Gabriele D'Annunzio construit en 1963 et l'auditorium Flaiano.